# Guidonia Montecelio 1937 Football Club
El Guidonia Montecelio 1937 Football Club es un club de fútbol de Italia, con sede en Guidonia Montecelio, en Lacio. Fue fundado en 1968 y compite en la Serie C, tercera categoría del fútbol italiano.

## Historia
Fue fundado en el año 1968 en la ciudad de Monterosi en la región de Lacio. Después de muchos años en las divisiones inferiores, ascenso a la Promozione en 2007, y asciende a la Eccellenza en 2009 en playoffs.
En 2016 se fusiona con el Nuova Sorianese, pasa a llamarse Nuova Monterosi y gana la Eccellenza 2016–17, obteniendo el histórico primer ascenso a la Serie D.
En la Serie D 2020-21, Monterosi gana el Grupo G y consigue el ascenso a la Serie C para la siguiente temporada.

## Palmarés

### Torneos interregionales
- Serie D (2): 2020-21 (Grupo G), 2024-25 (Grupo G)

### Torneos regionales
- Eccellenza Lazio (1): 2015-16 (Grupo A)
- Prima Categoria Lazio (1): 2006-07
- Seconda Categoria Lazio (1): 2005-06